# Paul Grimm

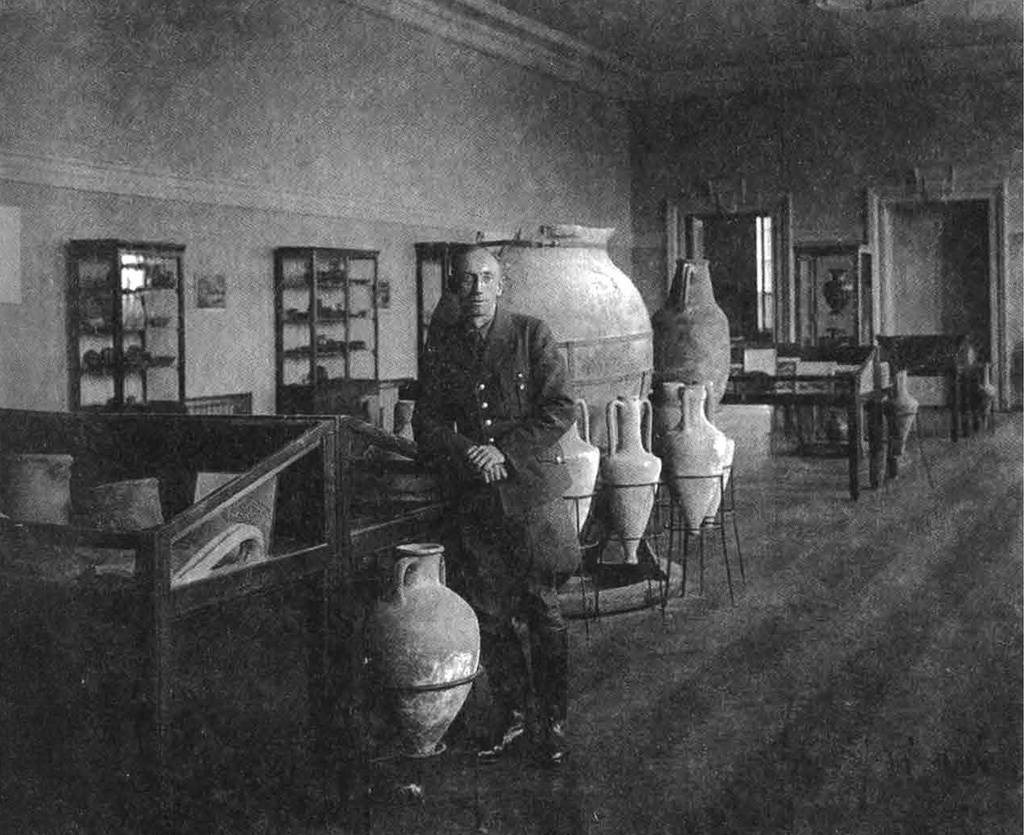
Paul Grimm im Nationalen Historischen Museum in Kiew, 1942.

Paul Grimm (* 18. August 1907 in Torgau; † 19. November 1993 in Berlin) war ein deutscher Prähistoriker, der auch Wegbereiter einer Archäologie des Mittelalters, vor allem der Wüstungs- und Burgenforschung, war. Grimm arbeitete vor allem in Mitteldeutschland über verschiedene Perioden, so stammen von ihm die Bezeichnungen Baalberger Kultur und Salzmünder Kultur für zwei wichtige Fundgruppen des Neolithikums. Seine flächendeckenden Grabungen in Hohenrode und Tilleda waren richtungweisend in der Geschichte der deutschen Archäologie.

## Leben

### Beruflicher Aufstieg
Grimm, Sohn eines Zahlmeisters, studierte nach dem Abitur in Aschersleben ab 1925 an der Universität Halle, wo er bis 1929 Vorgeschichte, Geschichte, Klassische Archäologie, Germanistik, Geographie und Geologie belegte. 1927 beteiligte er sich erstmals an Grabungen unter Hans Hahne. Ab 1929 war er wissenschaftlicher Assistent an der Landesanstalt für Vorgeschichte. 1929 wurde er mit einer Dissertationsschrift über Die vor- und frühgeschichtliche Besiedlung des Unterharzes und seines Vorlandes auf Grund der Bodenfunde zum Dr. phil. promoviert. Gutachter war neben Hahne Georg Karo.
Grimm gehörte zunächst der Jugendbewegung an, war ab 1926 im völkischen Jugendbund Adler und Falke und bereits vor der Zeit des Nationalsozialismus  Mitglied der Mannus-Gesellschaft für „arische Vorgeschichte“ und der Fachgruppe für Vorgeschichte im Kampfbund für deutsche Kultur. Zum 1. Februar 1933 trat Grimm der NSDAP bei (Mitgliedsnummer 1.447.316) und war von 1933 bis 1934 Blockleiter. 1935 wurde Grimm Kustos und Stellvertretender Direktor der Landesanstalt für Volkheitskunde in Halle/Saale. Ab 1935 war er gemeinsam mit dem Leiter der volkskundlichen Abteilung, Heinz-Julius Niehoff, Herausgeber der Zeitschrift Mitteldeutsche Volkheit – Hefte für Vorgeschichte, Rassenkunde und Volkskunde. Nach seiner Habilitation über die Salzmünder Kultur war er von 1939 bis 1945 als Dozent und Direktor der Landesanstalt für Volkheitskunde in Halle (Saale) tätig.

### Während des Zweiten Weltkriegs
Am 22. Oktober 1940 wurde Paul Grimm zum Wehrdienst einberufen. Von Januar 1942 bis November 1942 war Grimm Mitarbeiter des „Sonderstabs Vor- und Frühgeschichte“ des Einsatzstabes Reichsleiter Rosenberg. Der Einsatzstab Reichsleiter Rosenberg war eine Unterorganisation der NSDAP und hatte die Aufgabe, in allen besetzten Gebieten Europas Kunst- und Kulturgüter zu beschlagnahmen und im Sinne der NSDAP zu verwenden. Grimm, der gleichzeitig Leiter des in Kiew geschaffenen Landesamtes für Vor- und Frühgeschichte war, sollte zunächst die verschiedenen vorgeschichtlichen Sammlungen der Ukraine sicherstellen, den germanischen Anteil der ukrainischen Vorgeschichte besonders hervorheben und auf der Basis der nationalsozialistischen Geschichtsideologie in Kiew eine Ausstellung für die Wehrmacht konzipieren. Er organisierte die Überführung der Sammlungen des Kiewer Instituts für Archäologie aus der zerstörten „Lawra“ in ein neues Museum. In späteren Jahren wurde mehrfach von ukrainischer und deutscher Seite sein großer persönlicher Einsatz, sein wissenschaftlich fundiertes Arbeiten sowie sein menschliches Verhalten gegenüber den ukrainischen Museumsmitarbeitern hervorgehoben.
Von November 1942 bis Dezember 1944 wurde Grimm wieder zur Wehrmacht eingezogen. Nach seiner krankheitsbedingten Entlassung aus der Armee war Grimm für das „Institut für Ostforschung“ im Schloss Höchstädt bei Dillingen tätig. Grimm verwaltete dort mit mehreren Mitarbeitern das wichtigste Depot mit geraubten Kulturgütern aus dem Bereich der Vor- und Frühgeschichte sowie volkskundlicher Objekte aus den besetzten sowjetischen Gebieten. Unmittelbar vor dem Eintreffen der US-Armee wurde Grimm zum Leiter der „Bergungsstätte Höchstädt“ ernannt. Grimm übergab die Sammlungen an die US-Amerikaner und begab sich von Höchstädt im Juni 1945 unbehelligt in die Sowjetische Besatzungszone nach Halle.
Ernst Klee, Gunter Schöbel und Thomas Widera werfen Grimm vor, mindestens Mitwisser am Kulturraub gewesen zu sein. Grimm hat nachweislich nicht an der Verbringung ukrainischer Kulturgüter von Kiew nach Höchstädt mitgewirkt. Der Vorwurf ist daher umstritten. Joachim Herrmann schätzt ein, dass Grimm eben nicht zum Täter wurde, sondern die Tat verweigerte. Angesichts von Grimms Aktivitäten in Kiew und Höchstädt kann man aber auch nicht von Unbeteiligtsein sprechen.

### Zeit nach 1945
Im Dezember 1945 wurde Grimm wegen Mitgliedschaft in der NSDAP aus dem öffentlichen Dienst entlassen. Am 26. Februar 1946 verhaftete die sowjetische Geheimpolizei NKWD Grimm, um ihn im Speziallager Torgau zu internieren. Von dort kam er im Dezember 1946 in das Speziallager Buchenwald, aus dem er am 3. Februar 1950 bei dessen Auflösung entlassen wurde, ohne angeklagt beziehungsweise verurteilt worden zu sein. Später erhielt Grimm wiederholt Einladungen zu archäologischen Fachtagungen in die UdSSR bzw. Ukraine. Im Jahr 1951 wurde Grimm wissenschaftlicher Mitarbeiter der Deutschen Akademie der Wissenschaften in Ost-Berlin und arbeitete in der Kommission für Vor- und Frühgeschichte mit. Nach verschiedenen Lehraufträgen wurde er 1955 Professor an der Humboldt-Universität zu Berlin und innerhalb der Akademie der Wissenschaften seit 1957 Stellvertreter des Direktors des Instituts für Vor- und Frühgeschichte. 1955 wurde er auch Mitglied des Deutschen Archäologischen Instituts.
Von 1956 bis 1972 war er verantwortlicher Redakteur der Zeitschrift „Ausgrabungen und Funde, Nachrichtenblatt für Vor- und Frühgeschichte“. Mitglied des Redaktionsbeirates war er bei den Zeitschriften: „Natur und Heimat“ 1953 bis 1962 und „Zeitschrift für Archäologie“ seit Band 1, 1967–1973. Populärwissenschaftlich wirksam war Paul Grimm durch Artikel, Broschüren und Führungen auf seinen Grabungsstätten sowie durch seine Mitarbeit im Kulturbund der DDR, die er unter anderem zu zahlreichen Vorträgen über die Ausgrabung in Tilleda nutzte. 1975 wurde er zum korrespondierenden Mitglied der Göttinger Akademie der Wissenschaften gewählt.
Insbesondere durch die für die Wüstungsforschung richtungweisenden Grabungen in der mittelalterlichen Wüstung Hohenrode und der Pfalz Tilleda, der ersten gänzlich ausgegrabenen Königspfalz, zeichnete Grimm für Meilensteine in der Geschichte der deutschen Archäologie verantwortlich. Von ihm stammen die Bezeichnungen Baalberger Kultur und Salzmünder Kultur für zwei wichtige Fundgruppen des Neolithikums. Diese Untersuchungen sowie eher theoretische Überlegungen machten Grimm zu einem Wegbereiter der Mittelalterarchäologie. Er betonte zwar eine prinzipielle Gleichwertigkeit von archäologischen und schriftlichen Quellen, sah aber dennoch eine enge Bindung der Archäologie an die historischen Daten.

## Publikationen (Auswahl)
- Hohenrode, eine mittelalterliche Siedlung im Südharz. Halle 1939 (= Veröffentlichungen der Landesanstalt für Volkheitskunde Halle, 11)
- Die vor- und frühgeschichtlichen Burgwälle der Bezirke Halle und Magdeburg. Akademie-Verlag, Berlin 1958 (= Handbuch vor- und frühgeschichtlicher Wall- und Wehranlagen, hrsg. von Wilhelm Unverzagt, Teil 1 = Deutsche Akademie der Wissenschaften zu Berlin. Schriften der Sektion für Vor- und Frühgeschichte, Band 6)
- Der Beitrag der Archäologie für die Erforschung des Mittelalters. (In: Heinz A. Knorr (Hrsg.): Probleme des frühen Mittelalters in archäologischer und historischer Sicht, Akademie-Verlag, Berlin 1966, S. 39–74)
- Tilleda; eine Königspfalz am Kyffhäuser Teil 1. Die Hauptburg. Akademie-Verlag, Berlin 1968 (= Deutsche Akademie der Wissenschaften zu Berlin. Schriften der Sektion für Vor- und Frühgeschichte, Band 24)
- Tilleda; eine Königspfalz am Kyffhäuser Teil 2. Die Vorburg und Zusammenfassung. Akademie-Verlag, Berlin 1990 (= Deutsche Akademie der Wissenschaften zu Berlin. Schriften der Sektion für Vor- und Frühgeschichte, Band 40)